# Rauvolfia
Rauvolfia Plum. ex L., 1753 è un genere di piante sempreverdi della famiglia delle Apocinacee, diffuso nei paesi della zona tropicale e subtropicale.

## Distribuzione e habitat
Il genere è diffuso nella zona tropicale di America, Africa e Asia e Oceania.

## Tassonomia
Il genere comprende le seguenti specie:
- Rauvolfia amsoniifolia A.DC.
- Rauvolfia andina Markgr.
- Rauvolfia anomala Rapini & I.Koch
- Rauvolfia aphlebia (Standl.) A.H.Gentry
- Rauvolfia bahiensis A.DC.
- Rauvolfia balansae (Baill.) Boiteau
- Rauvolfia biauriculata Müll.Arg.
- Rauvolfia caffra Sond., 1850
- Rauvolfia capixabae I.Koch & Kin.-Gouv
- Rauvolfia capuronii Markgr.
- Rauvolfia chaudocensis Pierre ex Pit.
- Rauvolfia cortdata Miers
- Rauvolfia cubana A.DC.
- Rauvolfia decurva Hook.f.
- Rauvolfia dichotoma K.Schum.
- Rauvolfia gracilis I.Koch & Kin.-Gouv.
- Rauvolfia grandiflora Mart. ex A.DC.
- Rauvolfia hookeri S.R.Sriniv. & Chithra
- Rauvolfia indosinensis Pichon
- Rauvolfia insularis Markgr.
- Rauvolfia javanica Koord. & Valeton
- Rauvolfia kamarora Hendrian
- Rauvolfia leptophylla A.S.Rao
- Rauvolfia letouzeyi Leeuwenb.
- Rauvolfia ligustrina Willd. ex Roem. & Schult.
- Rauvolfia linearifolia Britton & P.Wilson
- Rauvolfia littoralis Rusby
- Rauvolfia macrantha K.Schum. ex Markgr.
- Rauvolfia mannii Stapf, 1894
- Rauvolfia mattfeldiana Markgr.
- Rauvolfia maxima Markgr.
- Rauvolfia media Pichon, 1947
- Rauvolfia micrantha Hook.f., 1882
- Rauvolfia microcarpa Hook.f.
- Rauvolfia moluccana Markgr.
- Rauvolfia mombasiana Stapf
- Rauvolfia moricandii A.DC. -
- Rauvolfia nana E.A.Bruce
- Rauvolfia nitida Jacq.
- Rauvolfia nukuhivensis (Fosberg & Sachet) Lorence & Butaud †
- Rauvolfia obtusiflora A.DC.
- Rauvolfia oligantha Hendrian
- Rauvolfia pachyphylla Markgr.
- Rauvolfia paraensis Ducke
- Rauvolfia paucifolia A.DC.
- Rauvolfia peguana Hook.f.
- Rauvolfia pentaphylla Ducke
- Rauvolfia polyphylla Benth.
- Rauvolfia praecox K.Schum. ex Markgr.
- Rauvolfia pruinosifolia I.Koch & Kin.-Gouv.
- Rauvolfia purpurascens Standl.
- Rauvolfia rhonhofiae Markgr.
- Rauvolfia rivularis Merr.
- Rauvolfia rostrata Markgr.
- Rauvolfia sachetiae Fosberg, 1981
- Rauvolfia salicifolia Griseb.
- Rauvolfia sanctorum Woodson
- Rauvolfia sandwicensis A.DC., 1844
- Rauvolfia schuelii Speg.
- Rauvolfia sellowii Müll.Arg.
- Rauvolfia semperflorens (Müll.Arg.) Schltr.
- Rauvolfia serpentina (L.) Benth. ex Kurz, 1877
- Rauvolfia sevenetii Boiteau
- Rauvolfia spathulata Boiteau
- Rauvolfia sprucei Müll.Arg.
- Rauvolfia steyermarkii Woodson
- Rauvolfia sumatrana Jack, 1820
- Rauvolfia tetraphylla L., 1753
- Rauvolfia tiaolushanensis Tsiang
- Rauvolfia verticillata (Lour.) Baill., 1895
- Rauvolfia vietnamensis Lý
- Rauvolfia viridis Willd. ex Roem. & Schult.
- Rauvolfia volkensii (K.Schum.) Stapf
- Rauvolfia vomitoria Afzel., 1817
- Rauvolfia weddeliana Müll.Arg.
- Rauvolfia woodsoniana Standl.

## Usi
Rauvolfia serpentina era anticamente usata dagli indigeni per curare l'avvelenamento da morso di serpente e le punture degli scorpioni, è compresa nella medicina greco-araba e nei testi antichi indiani sempre come antidoto. Contiene diverse sostanze bioattive, come ajmalina, deserpidina, rescinnamina, serpentinina, yohimbina, raubasina e reserpina: quest'ultimo alcaloide è stato ampiamente usato come farmaco antipertensivo, ma oggi è stato sostituito da altri farmaci per gli effetti indesiderati sul SNC (parkinsonismo iatrogeno, forte depressione) dovuti al depauperamento delle scorte di serotonina e dopamina. Per questi motivi, la reserpina è utilizzata solo in laboratorio.
Altre piante di questo genere sono usate sia nella medicina occidentale sia nell'Ayurveda, nell'Unani, e nella medicina popolare. Gli alcaloidi contenuti riducono la pressione arteriosa, deprimono l'attività del sistema nervoso centrale, ed hanno azione ipnotica.
Donne gravide o presunte tali non dovrebbero ingerire preparati di Rauvolfia, che possono essere dannosi anche in soggetti con malattie croniche (ulcere gastroduodenali, reflusso esofageo, colite ulcerosa, colite spastica, diverticolosi...).